# 20 janvier en sport
20 décembre 20 février
Chronologies thématiques
- Croisades
- Ferroviaires
- Disney

Le 20 janvier (20e jour de l'année) en sport.

## Événements

### XIXesiècle
- 1892
  - (Basket-ball) : Première partie de basket-ball, inventé par le professeur d'éducation physique James Naismith.

### XXesièclede1951à2000
- 1981 :
  - (Sport automobile) : Metge et Giroux remportent leur troisième Paris-Dakar en Range Rover alors qu'Hubert Auriol remporte la course moto sur BMW.
- 1983
  - (Sport automobile) : Jacky Ickx et Claude Brasseur remportent le cinquième Paris-Dakar.
- 1984
  - (Sport automobile) : victoire de René Metge lors du sixième Paris-Dakar. Gaston Rahier, en moto, en fait autant.
- 1990
  - (Athlétisme) : Ben Johnson, canadien d'origine jamaïcaine, est privé de tous ses titres et records par la Fédération canadienne d'athlétisme pour cause de dopage.
- 2000
  - (Handball) : la Suède, emmenée par Magnus Wislander, conserve son titre européen en battant en finale du Championnat d'Europe, disputé en Croatie, l'équipe de Russie sur le score très serré de 32-31 après deux prolongations.

### XXIesiècle
- 2007
  - (Compétition automobile/ Rallye automobile) : À l'issue de la troisième étape, et avant la dernière épreuve du 75e Rallye Monte-Carlo, une super-spéciale de 2,8 km, prévue dimanche matin sur le port de Monaco, Sébastien Loeb (Citroën C4) et son coéquipier espagnol Daniel Sordo ont quasiment assuré la victoire d'une Citroën C4 pour sa première participation à une épreuve du championnat du monde. Le triple champion du monde devance son coéquipier de 31 s 1 et le Finlandais Marcus Grönholm (Ford Focus RS) de 1 min 23 s 6.
- 2018
  - (Compétition automobile /Rallye-raid) : sur l'édition 2018 du Rallye Dakar, victoire en autos des Espagnols Carlos Sainz et Lucas Cruz, en motos, victoire de l'Autrichien Matthias Walkner, en camions, victoire des Russes Eduard Nikolaev, Evgeny Yakovlev et Vladimir Rybakov, en quad, victoire du Chilien Ignacio Casale puis en SSV, victoire du Brésilien Reinaldo Varela.

## Naissances

### XIXesiècle
- 1865 :
  - Josef Fischer, cycliste sur route allemand. Vainqueur Paris-Roubaix 1896 et de Bordeaux-Paris 1900. († 3 mars 1953).
- 1874 :
  - Steve Bloomer, footballeur anglais. (23 sélections en équipe d'Angleterre). († 16 avril 1938).
  - Hjalmar Johansson, plongeur suédois. Champion olympique à la plateforme de 10 m aux Jeux de Londres 1908 puis médaillé d'argent du haut simple aux Jeux de Stockholm 1912. († 30 septembre 1957).
- 1875 :
  - Henrik Sjöberg, gymnaste et athlète de sprint de saut et de lancer suédois. († 1er août 1905).
- 1893 :
  - Georg Åberg, athlète de sauts suédois. Médaillé d'argent du triple-saut et de bronze de la longueur Jeux de Stockholm 1912. († 18 août 1946).

### XXesièclede1901à1950
- 1910 :
  - Martha Norelius, nageuse américaine. Championne olympique du 400 m aux Jeux de Paris 1924 et championne olympique du 400 m et du relais 4 × 100 m aux Jeux d'Amsterdam 1928. († 23 septembre 1955).
- 1911 :
  - Alfredo Foni, footballeur puis entraîneur italien. Champion olympique aux Jeux de Berlin 1936. Champion du monde de football 1938. (23 sélections en équipe d'Italie). Sélectionneur de l'équipe d'Italie de 1954 à 1958 puis de l'équipe de Suisse de 1964 à 1967. († 28 janvier 1985).
- 1919 :
  - François Maestroni, footballeur français. († 2 septembre 2011).
- 1920 :
  - Thorleif Schjelderup, sauteur à ski norvégien. Médaillé de bronze aux Jeux de Saint-Moritz 1948. († 28 mai 2006).
- 1921 :
  - Telmo Zarra, footballeur espagnol. (20 sélections en équipe d'Espagne). († 23 février 2006).
- 1923 :
  - Gerrit Vreken, footballeur puis entraîneur néerlandais.  († 28 février 2013).
- 1931 :
  - Preston Henn, pilote de courses automobile américain. († 30 avril 2017).
- 1932 :
  - Lou Fontinato, hockeyeur sur glace canadien. († 3 juillet 2016).
- 1933 :
  - Roland Darracq, joueur de rugby à XV français. (1 sélection en équipe de France). († 2 septembre 1999).
  - Don Thompson, athlète de marches britannique. Champion olympique du 50km aux Jeux de Rome 1960.
- 1934 :
  - Giorgio Bassi, pilote de courses automobile italien.
- 1938 :
  - Derek Dougan, footballeur nord-irlandais. (43 sélections en équipe d'Irlande du Nord). († 24 juin 2007).
- 1940 :
  - Carol Heiss, patineuse artistique américaine. Médaillée d'argent aux Jeux de Cortina d'Ampezzo puis championne olympique aux Jeux de Squaw Valley 1960. Championne du monde de patinage artistique 1956, 1957, 1958, 1959 et 1960.
- 1944 :
  - Isao Okano, judoka japonais. Champion olympique des -80 kg aux Jeux de Tokyo 1964. Champion du monde de judo en -80 kg 1965.
- 1945 :
  - Christopher Martin-Jenkins, journaliste sportif spécialiste du cricket britannique. († 1er janvier 2013).
- 1947 :
  - Cyrille Guimard, cycliste sur route puis dirigeant sportif et consultant TV français.

### XXesièclede1951à2000
- 1950 :
  - Charles Lefley, hockeyeur sur glace canadien.
- 1956 :
  - John Naber, nageur américain. Champion olympique du 100 et 200m dos, des relais 4 × 200 m nage libre et 4 × 100 m 4 nages puis médaillé d'argent du 200m nage libre aux jeux de Montréal 1976.
- 1957 :
  - Franck-Yves Escoffier, navigateur français.
- 1959 :
  - Larry Lawrence, basketteur franco-américain.
- 1964 :
  - Ozzie Guillén, joueur de baseball vénézuélien.
  - Ron Harper, basketteur puis entraîneur américain.
- 1965 :
  - Colin Calderwood, footballeur puis entraîneur écossais. (36 sélections en équipe d'Écosse).
  - David Rivers, basketteur américain. Vainqueur de l'Euroligue 1997.
- 1969 :
  - Laban Rotich, athlète de demi-fond kényan. Champion d'Afrique d'athlétisme du 1 500m 1998.
- 1971 :
  - Catherine Marsal, cycliste sur route française. Championne du monde de cyclisme sur route 1990 et championne du monde de cyclisme contre-la-montre par équipes 1991. Victorieuse du Tour d'Italie 1990. Détentrice du record du monde de l'heure du 29 avril 1995 au 17 juin 1995.
- 1972 :
  - Hüseyin Özkan, judoka turc. Champion olympique des -66kg aux Jeux de Sydney 2000. Champion d'Europe de judo des -65 kg 1997
- 1974 :
  - Alvin Harrison, athlète de sprint américain. Champion olympique du relais 4 × 400 m aux Jeux d'Atlanta 1996.
  - Florian Maurice, footballeur français. (6 sélections en équipe de France).
- 1975 :
  - Norberto Fontana, pilote de courses automobile argentin.
- 1976 :
  - Lilian Jégou, cycliste sur route français.
  - Conchita Martínez Granados, joueuse de tennis espagnole.
  - Louis Massabeau, joueur de rugby à XV français.
- 1978 :
  - Michael East, athlète de demi-fond britannique.
- 1979 :
  - Alex Müller, pilote de courses automobile allemand.
  - Jérôme Thomas, boxeur français. Médaillé de bronze des -51 kg aux Jeux de Sydney 2000 et médaillé d'argent des -51 kg aux Jeux d'Athènes 2004. Champion du monde de boxe amateur 2001 des -51 kg et médaillé d'argent des -51 kg aux championnats du monde de boxe amateur 2003.
- 1981 :
  - Owen Hargreaves, footballeur anglais. Vainqueur des Ligues des champions de 2001 et 2008. (42 sélections en équipe d'Angleterre).
  - Jason Richardson, basketteur américain.
- 1982 :
  - Pierre Webó, footballeur camerounais. (58 sélections en équipe du Cameroun).
- 1983 :
  - Stephen Moore, joueur de rugby à XV australien. Vainqueur du Tri-nations 2011 et du The Rugby Championship 2015. (128 sélections en équipe d'Australie).
  - Daniel Oyono, basketteur français.
- 1984 :
  - Malek Jaziri, joueur de tennis tunisien.
- 1985 :
  - Danielle Waterman, joueuse de rugby à XV anglaise. Victorieuse des Grand Chelem 2007 et 2012. (55 sélections en équipe d'Angleterre).
- 1986 :
  - Thiago Pereira, nageur brésilien. Médaillé d'argent du 400 m 4 nages aux Jeux de Londres 2012.
- 1987 :
  - Jason Bach, basketteur français.
  - Robert Farah, joueur de tennis colombien.
  - Przemysław Krajewski, handballeur polonais. (80 sélections en équipe de Pologne).
  - Marco Simoncelli, pilote de moto italien. Champion du monde de vitesse moto 2008 en 250 cm3. (14 victoires en Grand Prix). († 23 octobre 2011).
  - Víctor Vázquez, footballeur espagnol. Vainqueur des Ligues des champions 2009 et 2011.
- 1988 :
  - Wesley Fofana, joueur de rugby à XV français. Vainqueur du Challenge européen 2019. (44 sélections en équipe de France).
  - Elderson Uwa Echiejile, footballeur nigérian. Champion d'Afrique de football 2013. (61 sélections en équipe du Nigeria).
  - Caroline Loir, céiste française. Championne d'Europe de canoë-kayak en slalom 2011, 2013 et 2014.
  - Kaarle McCulloch, cycliste sur piste australienne. Médaillée de bronze de la vitesse par équipes aux Jeux de Londres 2012. Championne du monde de cyclisme sur piste de la vitesse par équipes 2009, 2010, 2011 et 2019.
  - Jeffrén Suárez, footballeur vénézuélio-espagnol. Vainqueur de la Ligue des champions 2011. (5 sélections avec l' équipe du Venezuela).
- 1989 :
  - Sole Jaimes, footballeuse argentine. Victorieuse de la Sudamericano Femenino 2006 et de la Ligue des champions féminine 2019. (24 sélections en équipe d'Argentine).
- 1991 :
  - Jolyon Palmer, pilote de F1 britannique.
- 1992 :
  - Floris De Tier, cycliste sur route belge.
- 1993 :
  - Sean Kuraly, hockeyeur sur glace américain.
  - Mickaël Rouch, joueur de rugby à XIII français. (3 sélections en équipe de France).
- 1994 :
  - Michael Qualls, basketteur américain.
  - Wang Zhelin, basketteur chinois. Champion d'Asie de basket-ball 2015. (23 sélections en équipe de Chine).
- 1995 :
  - Calum Chambers, footballeur anglais. (3 sélections en équipe d'Angleterre).
  - Kyogo Furuhashi, footballeur japonais. (21 sélections en équipe du Japon).
  - José María Giménez, footballeur uruguayen. Vainqueur de la Ligue Europa 2018. (85 sélections en équipe d'Uruguay).
  - Élodie Nakkach, footballeuse franco -marocaine. (47 sélections en équipe du Maroc).
  - Duncan Paia'aua, joueur de rugby à XV néo-zélandais puis samoan. Vainqueur du Challenge Cup 2023. (10 sélections avec l'équipe des Samoa).
  - Clément Russo, coureur de cyclo-cross et sur route français.
  - Sergi Samper, footballeur espagnol. Vainqueur de la Ligue des champions 2015.
- 1997 :
  - Stanisław Aniołkowski, cycliste sur route polonais.
  - Oleksandr Tymchyk, footballeur ukrainien. (19 sélections en équipe d'Ukraine).
- 1998 :
  - Horațiu Moldovan, footballeur roumain. (98 sélections en équipe de Roumanie).
  - Attila Szalai, footballeur hongrois. (46  sélections en équipe de Hongrie).
  - Frances Tiafoe, joueur de tennis américain.
- 1999 :
  - Fatima Tagnaout, footballeuse marocaine. (43 sélections en équipe du Maroc).
- 2000 :
  - Hamdi Akujobi, footballeur néérlandais.
  - Selemon Barega, athlète de fond éthiopien. Champion olympique du 10 000m aux Jeux de Tokyo 2020.
  - Cristian Cásseres Jr., footballeur vénézuélien. (26 sélections en équipe du Venezuela).
  - Tyler Herro, basketteur américain.

### XXIesiècle
- 2001 :
  - Hugo Benitez, basketteur français. (3 sélections en Équipe de France).
  - Ole Martin Kolskogen, footballeur norvégien.
- 2004 :
  - Anthony Black, basketteur américain.
  - Mads Enggård, footballeur danois.
  - Markus Karlsson, footballeur suédois.
  - David Moses, footballeur nigérian.
- 2006 :
  - Kees Smit, footballeur néerlandais.

## Décès

### XXesièclede1901à1950
- 1917 :
  - Amédée Bollée, 73 ans, inventeur et pilote de courses automobile français. (° 11 janvier 1844).
- 1919 :
  - John Arthur Jones, 62 ans, joueur de rugby à XV gallois. (1 sélection en équipe du pays de Galles). (° (° 26 mai 1856).
- 1947 :
  - Josh Gibson, 35 ans, joueur de baseball américain. (° 21 décembre 1911).

### XXesièclede1951à2000
- 1957 :
  - Dudley Benjafield, 69 ans, pilote de courses automobile britannique. Vainqueur des 24 Heures du Mans 1927. (° 6 août 1887).
  - James Connolly, 91 ans, athlète de sauts américain. Champion olympique du triple saut, médaillé d'argent de la hauteur et de bronze de la longueur aux Jeux d'Athènes 1896 puis médaillé d'argent du triple saut aux Jeux de Paris 1900. (° 28 octobre 1868).
- 1964 :
  - Karl-Johan Svensson, 76 ans, gymnaste artistique suédois. Champion olympique du concours par équipe aux Jeux de Londres 1908 puis champion olympique du système suédois par équipes aux Jeux de Stockholm 1912. (° 12 mars 1887).
- 1983 :
  - Garrincha, 49 ans, footballeur brésilien. Champion du monde de football 1958 et 1962. (50 sélections en équipe du Brésil). (° 28 octobre 1933).
- 1984 :
  - Johnny Weissmuller, 79 ans, nageur et joueur de water-polo puis acteur de cinéma américain. Champion olympique du 100 m, 400 m et du relais 4 × 200 m en natation puis médaillé de bronze au water-polo des Jeux de Paris 1924, champion olympique du 100 m et du relais 4 × 200 m aux Jeux d'Amsterdam 1928. (° 2 juin 1904).
- 1988 :
  - Georges Philippe, 85 ans, pilote de courses automobile puis homme d'affaires français. (° 13 avril 1902).
- 1990 :
  - Fernand Vandernotte, 87 ans, rameur français. Médaillé de bronze du quatre de pointe avec barreur aux Jeux de Berlin 1936. (° 12 juillet 1902).
- 1994 :
  - Matt Busby, 84 ans, footballeur puis entraîneur écossais. Vainqueur de la Coupe des clubs champions 1968. (1 sélection en équipe d'Écosse). Sélectionneur de l'équipe d'Écosse en 1958. (° 26 mai 1909).
- 1997 :
  - Curt Flood, 59 ans, joueur de baseball américain. (° 18 janvier 1938).

### XXIesiècle
- 2003 :
  - Craig Kelly, 36 ans, snowboarder américain. (° 1er avril 1966).
- 2005 :
  - Christel Justen, 47 ans, nageuse allemande. Championne d'Europe de natation du 100m brasse 1974. (° 10 octobre 1957).
- 2007 :
  - Ali de Vries, 92 ans, athlète de sprint néerlandaise. (° 9 août 1914).
  - Eric Aubijoux, 42 ans, pilote moto de rallye-raid, d'enduro et de motocross français. (° 8 décembre 1964).
- 2011 :
  - Gus Zernial, 87 ans, joueur de baseball américain. (° 27 juin 1923).
- 2012 :
  - Jiří Raška, 70 ans, sauteur à ski tchécoslovaque puis tchèque. Champion olympique du petit tremplin et médaillé d'argent du grand tremplin aux Jeux de Grenoble 1968. (° 4 février 1941).
- 2013 :
  - Richard Garneau, 82 ans, journaliste et commentateur sportif canadien. (° 15 juillet 1930).